# Ayo-Maria Atoyebi
Ayo-Maria Atoyebi (ur. 3 grudnia 1944 w Oketimi-Oro, zm. 8 marca 2025) – nigeryjski duchowny rzymskokatolicki, w latach 1992–2019 biskup Ilorin.